# Michael Lathrop Strang
Michael Lathrop Strang (ur. 17 czerwca 1929, zm. 12 stycznia 2014) – amerykański polityk.
W latach 1985–1987 z ramienia Partii Republikańskiej przez jedną dwuletnią kadencję Kongresu Stanów Zjednoczonych reprezentował trzeci okręg wyborczy w stanie Kolorado w Izbie Reprezentantów Stanów Zjednoczonych.